# Epictia venegasi
Epictia venegasi — вид змій родини струнких сліпунів (Leptotyphlopidae). Ендемік Перу.

## Поширення і екологія
Epictia venegasi відомі з типової місцевості, розташованої в околицях Качачі-Мояна в провінції Кахабамба в регіоні Кахамарка на півночі Перу, на висоті 2551 м над рівнем моря.